# جيف براون (محامي)
جيف براون (بالإنجليزية: Jeff Brown)‏ هو قاضي ومحامي أمريكي، ولد في 1954.